# Serie Campeón de Campeones
La Serie Campeón de Campeones fue una serie de béisbol que se disputó por los campeones de dos ligas mexicanas que se ubican al norte de México.
El campeón de la Liga Norte de México y el campeón de la Liga Norte de Sonora eran los clubes que ganaban su derecho a estar en esta serie de pelota que definía al campeón de la región noroeste en México y de la Clase AA a nivel nacional.

## Historia
Tras una reunión realizada en la Ciudad de México, los dirigentes de las ligas Norte de México y Norte de Sonora decidieron crear una serie en la cual los campeones de ambas ligas se disputen el título de la región.
Es así como nace la "Serie Campeón de Campeones", en la cual, el campeón será el club que gane 4 juegos a una serie de 7.

## Desaparición
Debido a los problemas económicos por los que atravesó la Liga Norte de Sonora, ésta canceló su Temporada 2015 y también la de 2016, de la misma manera se forzó a que no se disputara la Serie en 2015 y 2016.

## Campeones
| Año  | Campeón               | Serie | Subcampeón              | Mánager            |
| ---- | --------------------- | ----- | ----------------------- | ------------------ |
| 2014 | Diablos de Hermosillo | 4-2   | Algodoneros de San Luis | José Luis Sandoval |

### Títulos por Liga
| Liga | Cantidad | Años |
| ---- | -------- | ---- |
| LNS  | 1        | 2014 |
| LNM  |          |      |

### Títulos por Equipo
| Equipo                | Cantidad | Años |
| --------------------- | -------- | ---- |
| Diablos de Hermosillo | 1        | 2014 |